# Метод Гаусса — Зейделя
Метод Гаусса — Зайделя є класичним ітераційним методом розв'язку системи лінійних рівнянь.

## Постановка задачі
Візьмемо систему:
{\displaystyle A{\vec {x}}={\vec {b}}}, де {\displaystyle A=\left({\begin{array}{ccc}a_{11}&\ldots &a_{1n}\\\vdots &\ddots &\vdots \\a_{n1}&\ldots &a_{nn}\end{array}}\right),\quad {\vec {b}}=\left({\begin{array}{c}b_{1}\\\vdots \\b_{n}\end{array}}\right)}
Або {\displaystyle \left\{{\begin{array}{rcl}a_{11}x_{1}+\ldots +a_{1n}x_{n}&=&b_{1}\\&&\\a_{n1}x_{1}+\ldots +a_{nn}x_{n}&=&b_{n}\end{array}}\right.}
І покажемо, як її можна розв'язати за допомогою методу Гаусса — Зайделя.

## Метод
Щоб пояснити зміст методу, перепишемо задачу у вигляді:
{\displaystyle \left\{{\begin{array}{lcr}a_{11}x_{1}&=&-a_{12}x_{2}-a_{13}x_{3}-\ldots -a_{1n}x_{n}+b_{1}\\a_{21}x_{1}+a_{22}x_{2}&=&-a_{23}x_{3}-\ldots -a_{2n}x_{n}+b_{2}\\\ldots &&\\a_{(n-1)1}x_{1}+a_{(n-1)2}x_{2}+\ldots +a_{(n-1)(n-1)}x_{n-1}&=&-a_{(n-1)n}x_{n}+b_{n-1}\\a_{n1}x_{1}+a_{n2}x_{2}+\ldots +a_{n(n-1)}x_{n-1}+a_{nn}x_{n}&=&b_{n}\end{array}}\right.}
Тут в {\displaystyle j}-му рівнянні ми перенесли в праву частину всі члени, що містять {\displaystyle x_{i}}, для {\displaystyle i>j}. Отримана система може бути представлена:
{\displaystyle (\mathrm {L} +\mathrm {D} ){\vec {x}}=-\mathrm {U} \,{\vec {x}}+{\vec {b}}},
де в прийнятих позначеннях D означає матрицю, у якої на головній діагоналі стоять відповідні елементи матриці A, а всі інші — нулі; тоді як матриці U та L містять верхню і нижню трикутні частини A, на головній діагоналі яких нулі.
Ітеративний процес в методі Гаусса — Зайделя будується за формулою
{\displaystyle (\mathrm {L} +\mathrm {D} ){\vec {x}}^{(k+1)}=-\mathrm {U} {\vec {x}}^{(k)}+{\vec {b}},\quad k=0,1,2,\ldots }
після вибору відповідного початкового наближення {\displaystyle {\vec {x}}^{(0)}}.
Метод Гаусса — Зайделя можна розглядати як модифікацію методу Якобі. Основна ідея модифікації полягає в тому, що нові значення {\displaystyle {\vec {x}}^{(i)}} використовуються тут одразу ж у міру отримання, в той час як у методі Якобі вони не використовуються до наступної ітерації:
{\displaystyle \left\{{\begin{array}{ccccccccccc}{x_{1}}^{(k+1)}&=&c_{12}{x_{2}^{(k)}}&+&c_{13}x_{3}^{(k)}&+&{\ldots }&+&c_{1n}{x_{n}}^{(k)}&+&d_{1}\\{x_{2}}^{(k+1)}&=&c_{21}{x_{1}^{(k+1)}}&+&c_{23}x_{3}^{(k)}&+&{\ldots }&+&c_{2n}{x_{n}}^{(k)}&+&d_{2}\\\ldots &&&&&&&&&&\\{x_{n}}^{(k+1)}&=&c_{n1}{x_{1}^{(k+1)}}&+&c_{n2}{x_{2}^{(k+1)}}&+&{\ldots }&+&c_{n(n-1)}{x_{n-1}}^{(k+1)}&+&d_{n}\end{array}}\right.,}
де {\displaystyle c_{ij}=-{\frac {a_{ij}}{a_{ii}}},\quad d_{i}={\frac {b_{i}}{a_{ii}}},\quad i=1,\ldots ,n}
Таким чином i-й компонент {\displaystyle (k+1)}-го наближення обчислюється за формулою:
{\displaystyle x_{i}^{(k+1)}=\sum _{j=1}^{i-1}c_{ij}x_{j}^{(k+1)}+\sum _{j=i+1}^{n}c_{ij}x_{j}^{(k)}+d_{i},\quad i=1,\ldots ,n}

## Умова збіжності
Наведемо достатню умову збіжності методу.

## Умова завершення
Умова завершення ітераційного процесу Гаусса — Зайделя при досягненні точності {\displaystyle \varepsilon } у спрощеній формі має вигляд:
{\displaystyle \parallel x^{(k+1)}-x^{(k)}\parallel \leq \varepsilon }
Точніша умова завершення ітераційного процесу має вигляд
{\displaystyle \parallel Ax^{(k)}-b\parallel \leq \varepsilon }
і потребує більше обчислень. Добре підходить для розріджених матриць.

## Приклад алгоритму на С++
```
 
// Умова завершення

bool
 
converge
(
double
 
*
xk
,
 
double
*
 
xkp
)

{

    
bool
 
b
 
=
 
true
;

    
for
 
(
int
 
i
 
=
 
0
;
 
i
 
<
 
n
;
 
i
++
)

    
{

        
if
 
(
fabs
(
xk
[
i
]
-
xkp
[
i
])
 
>
 
eps
)
 

        
{

            
b
 
=
 
false
;

            
break
;

        
}

    
}

    
return
 
b
;

}

while
(
!
converge
(
x
,
p
))

{

    
for
(
int
 
i
 
=
 
0
;
 
i
 
<
 
n
;
 
i
++
)

    
{

        
var
 
=
 
0
;

        
for
(
int
 
j
 
=
 
0
;
 
j
 
<
 
n
;
 
j
++
)

        
{

            
if
(
j
 
!=
 
i
)

                
var
 
+=
 
(
a
[
i
][
j
]
*
x
[
j
]);

        
}

        
p
[
i
]
 
=
 
x
[
i
];

        
x
[
i
]
=
(
b
[
i
]
 
-
 
var
)
/
a
[
i
][
i
];

    
}

}

```